# Asminderød Sogn
Asminderød Sogn var et sogn i Fredensborg Provsti (Helsingør Stift).
I 1800-tallet var Grønholt Sogn anneks til Asminderød Sogn. Begge sogne hørte til Lynge-Kronborg Herred i Frederiksborg Amt. Asminderød-Grønholt sognekommune blev ved kommunalreformen i 1970 indlemmet i Fredensborg-Humlebæk Kommune, der ved strukturreformen i 2007 indgik i Fredensborg Kommune.
I Asminderød Sogn lå Asminderød Kirke fra o. 1100 og Fredensborg Slotskirke fra 1726. Humlebæk Kirke blev indviet i 1868. I 1933 blev Humlebæk Sogn udskilt fra Asminderød Sogn.
I sognet findes følgende autoriserede stednavne:
- Asminderød (bebyggelse, ejerlav)
- Brunemark (bebyggelse)
- Båstrup (bebyggelse, ejerlav)
- Danstrup (bebyggelse, ejerlav)
- Danstrup Hegn (areal, ejerlav)
- Dronningens Kovang (bebyggelse)
- Endrup (bebyggelse, ejerlav)
- Endrup Hegn (areal)
- Fredensborg (bebyggelse, ejerlav)
- Højsager (bebyggelse, ejerlav)
- Knurrenborg Vang (areal, ejerlav)
- Langerød (bebyggelse, ejerlav)
- Langstrup (bebyggelse, ejerlav)
- Langstrup Mose (areal)
- Lille Veksebo (bebyggelse)
- Nørredam (bebyggelse)
- Roland (bebyggelse, ejerlav)
- Storefælled (bebyggelse)
- Søholm (bebyggelse, ejerlav)
- Sørup Hegn (areal, ejerlav)
- Veksebo (bebyggelse, ejerlav)